# Felismerés (Hősök)
A Felismerés a Hősök című televíziós sorozat tizenegyedik epizódja.

## Cselekmény
|  | Alább a cselekmény részletei következnek! |

Claire elmondja az apjának, hogy mire képes. Noah sem hazudik tovább neki, és ő is elmondja, hogy tudott róla, és hogy próbálja megvédeni. Noah fogvatartja Sylar-t, egy olyan helyen, ahol nem tudja használni a képességeit. Matt és Audrey Sylar után nyomoznak, és úgy gondolják, hogy nem Peter a gyilkos. Észreveszik a többi lábnyomot is (Eden és a Haiti), és azt gondolják, hogy Sylar-nek tettestársai is vannak. Peter-t fogvatartják, és Sylar-ről álmodik. Kikérdezik Petert, megtudják, hogy Claire-t akarta védelmezni. Eden győzködi, hogy meg kéne ölni, de Noah-nek erre nincs ideje. Eden úgy dönt, hogy elmegy, ezért elbúcsúzik Isaac-től, akinek ad egy telefont, és egy kártyát, amivel el tud menni. Isaac felhívja Hiro-t, aki már teljesen le van törve, hogy sem Charie-t, sem a pompomlányt nem tudta megmenteni. Audrey kikérdezi Claire-t és Bennet-et, de nem adnak semmi konkrét választ, és Matt sem tud belőlük semmit sem kiolvasni, mert a Haiti a közleben van és nem hagyja. Claire meglátogatja Peter-t, és megtudják egymásról, hogy különlegesek. Issac és Hiro találkoznak. Isaac hisz Hiro-nak, hogy járt a jövőben, hiszen nála van Isaac egyik ki nem adott képregénye. Hiro elmondja, hogy látta a robbanást, és hogy Isaac halott volt. Aztán mikor Isaac látja Charlie képét, előveszi a füzetét, és le van benne rajzolva Hiro és Charlie beszélgetése, vagyis sikerült neki, drog nélkül is képes lefesteni a jövőt. Issac tudja, hogy a város fel robbanni, mégpedig egy ember fog felrobbanni! Claire kikérdezi Lyle-t, de ő nem emlékszik, hogy jutott haza az iskolából, tehát valószínűleg Bennet és a Haiti hajtott végre rajta valamit. Matt és Audrey éppen a kocsiban ülnek, amikor látjak Bennet-et és a Haiti-t beszélgetni. Matt próbál olvasni a gondolataikban, de nem tud, és még az orra is elkezd vérezni. Egyetlen szót ért meg: Sylar. Claire észreveszi Lyle-on, hogy semmit nem tud már a képességéről. Ezután találkozik Zach-kel is, de már ő sem emlékszik semmire Claire-rel kapcsolatban. Claire tudja, hogy valami nagyon nincs rendjén. Felhívja az apját, hogy ő vajon emlékszik-e a történtekre, mert nem tudja, hogy ő az, aki miatt a Haiti kitörli az emberek memóriáját. A Haiti Claire-nél is megjelenik, hogy kitörölje az emlékeit, de nem teszi, hanem csak ráveszi, hogy mondja azt az apjának, hogy nem emlékszik semmire. Hiro és Ando ráveszik Isaac-et, hogy fesse le a jövőt, meg is teszi, és most már teljesen tisztán teszi. A képen Hiro van, ahogy harcol egy sárkánnyal. Eden mindent rendbe akar hozni, ezért meg akarja ölni Sylar-t, de nem tudja, Sylar öli meg őt. Nathan elmegy Peter-ért, kihozza, de kifelé menet Peter elájul a lépcsőn és álmot lát. New York egyik utcáján van, tele kocsival, ember pedig alig. Akik arra járnak mind megvető szemmel néznek rá, majd pedig Peter felrobban. Mikor Peter magához tér már nem lélegzik.
Jessica lelövi D.L.-t, a karjára lő, és de mikor a fejére lő, D.L. már átengedi magán a golyót, és menekülnek. Micah és D.L. az erdőbe mennek. Találnak egy házikót, ahova D.L. az erejével jut be, és megpróbálja ellátni a sebét, de elájul. Jessica is megjelenik az erdőben, D.L.-t keresve. Mikor megtalálja verekedni kezdenek, és Micah-t a kövekhez dobja. Azután Niki visszanyeri önmagát és bocsánatot kér. Azután elindulnak mindhárman egy hotelbe, de Niki fél, hogy bántani fogja a családját, ezért útközben feladja magát a rendőrségnek.